# 정유민 (아나운서)
정유민(1990년 ~ )은 대한민국의 TBC 아나운서이다.

## TV
- 민방 네트워크 뉴스
- TBC 8 뉴스

## FM
- TBC 저녁종합뉴스